# 労働者協同組合
労働者協同組合（ろうどうしゃきょうどうくみあい）とは、協同組合の一形態。そこで働く労働者自身が主として出資し、労働者自身によって所有・管理される協同組合である。「ワーカーズ・コレクティブ (Worker's Collective) 」「ワーカーズ・コープ (Worker's Coop) 」、または「協同労働の協同組合」とも。略称は「労協」または「ワーコレ」。
倒産した企業の労働者らが自ら出資して職場を残し事業を継続させるため、この形態が採られることがある。また地域社会活性化の担い手としても期待されている。

## 定義
何を持って労働者協同組合としてみなすかについては、多くの定義がある。国際協同組合同盟 (ICA,International Co-operative Alliance) の労働者協同組合委員会 (CICOPA,the International Organisation of Industrial, Artisanal and Service Producers’ Cooperatives) では、「労働者協同組合に関する世界宣言（協同労働に関する世界宣言）」において、8ページの定義を与えている。これは2005年9月のICAカルタヘナ総会によって承認された。
以下が、労働者協同組合の基本的な特徴のセクションである
1. 持続的な仕事と経済成長を産み出しまたメンテナンスすることを目的とする。これは、労働者組合員の生活の質の向上、人間の労働の尊厳、労働者による民主的な自治、そして共同体と地域の発展の促進のためである。
2. 自由でボランタリーな組合員のメンバーシップ。職場の存在によって、組合員の個人の仕事と経済的リソースに貢献するためであり、これが保たれる。
3. 一般則として、仕事は組合員によりなされること。これは、任意の労働者組合企業体において、大部分の労働者は組合員である（逆もまた真）を導く。
4. 組合員たちと組合との関係。普通の賃労働者（conventional wage-based labour）や個人事業主にとってのそれらの関係とは、違うと考えられること。
5. 内部のレギュレーション。内部のレギュレーションは、労働者組合員によって受理され民主的に同意された体制によって、公式に定義される。
6. 自治と独立。国家や第三者に先立ち、労働者の関係や管理・生産の成果の利用や管理において、自治・独立があること。

労働者協同組合はまた、ロッチデール原則と価値に従う。これは、協同組合の運営の核となる原則のセットである。

## 日本における労働者協同組合
日本における労働者協同組合は、当初は企業組合や特定非営利活動法人（NPO法人）などの形態をとっていたが、これらの形態では設立手続きの煩雑さの問題があった。企業組合では設立に都道府県知事の認可が必要とされ、NPO法人では都道府県知事の認証が必要であるとともに、事業が観光・福祉等の20分野に制限されるという制約があった。かといって任意団体では対外的な信用に劣るという難点があった。
またワーカーズ・コレクティブでは従事者の労働者性について法的な位置づけが不明瞭となる問題点もあり、「企業組合ワーカーズ・コレクティブ轍・東村山事件」では、同組合の従事者が労働基準法が適用される「労働者」には該当しないと判断された判例（東京地裁立川支判平成30年9月25日。最高裁で確定）もあった。
こうした問題点を克服し「労働者協同組合」という組織形態を法的に定義するため、超党派の議員連盟が労働者協同組合法案を第201回国会に提出、継続審議の末、第203回国会において、衆参両院で全会一致で可決、成立し、2022年（令和4年）10月1日に施行された。
また、2022年（令和4年）の労働者協同組合法では「特定労働者協同組合」が新設された。労働者協同組合のうち非営利性を徹底した組合を都道府県知事が認定し（同法第94条の2）、認定には法により基準が定められ（同法第94条の3）、認定を受けた特定労働者協同組合に対しては税制上の措置が講じられる。厚生労働省の集計によると、2024（令和6年）4月1日現在で87組合が設立され、このうち6組合が特定労働者協同組合の認定を受けたとされている。
日本の労働者協同組合法では、メンバー全員が「出資・経営・働き手」の役割を担うこと、働く者が「労働者」として明確に位置づけられたことが大きな特徴とされる。
NHKの報道によれば2023年4月現在、日本の労働者協同組合の事業運営に充てる出資金は、1人あたり1万円から5万円に設定されている組合が多い。
日本の労働者協同組合の全国団体
- 日本労働者協同組合(ワーカーズコープ)連合会
- ワーカーズ・コレクティブネットワークジャパン (WNJ)[7]